# Маценко Іван Антонович
Іва́н Анто́нович Маценко (8 жовтня 1921 — † 5 червня 2011) — український письменник, член Спілки письменників України (з 1982 року). Нагороджений орденами Червоної зірки, Вітчизняної війни, Богдана Хмельницького, медалями «За взяття Берліна» та «За визволення Праги».

## Життєпис
Народився 8 жовтня 1921 року на хуторі Маценки Куликівської волості Кобеляцького повіту Полтавської губернії (нині в межах Шевченківської сільської ради Решетилівського району) в козацькій родині.
Перед війною працював у школі, викладав російську та українську мови.
Учасник німецько-радянської війни з червня 1941 року. Лейтенант, старший лейтенант. Учасник визволення України та Білорусі в складі партизанського загону. У лавах Радянської армії штурмував Берлін, визволяв Прагу. Після війни повертається в Кременчук. У 1950 році почав друкуватися в періодичних виданнях.
1955 року закінчив факультет журналістики Київського державного університету ім. Шевченка. Майже 30 років працював журналістом, згодом редактором районних газет, власним кореспондентом газети «Зоря Полтавщини».
З 1995 року допомагав становленню газети кременчуцького міському та райкому КПУ «Набат», писав оповідання, повісті, нариси.
Із 2003 року — почесний громадянин Кременчуцького району.
Загалом вийшло друком 10 його книг оповідань та повістей, із них:
- «Джерело під Пристін-горою», 1982,
- «Біль давніх розлук», 1986,
- «Вінок житніх колосків»,
- «Під небом отчого краю»,
- «Побачення»,
- роман «Калини цвіт гіркий», 1990,
- «Ой берези та сосни» — 2010.